# Terpna euclidiaria
Terpna euclidiaria är en fjärilsart som beskrevs av Charles Oberthür 1913. Terpna euclidiaria ingår i släktet Terpna och familjen mätare. Inga underarter finns listade i Catalogue of Life.